# هنر خاکی

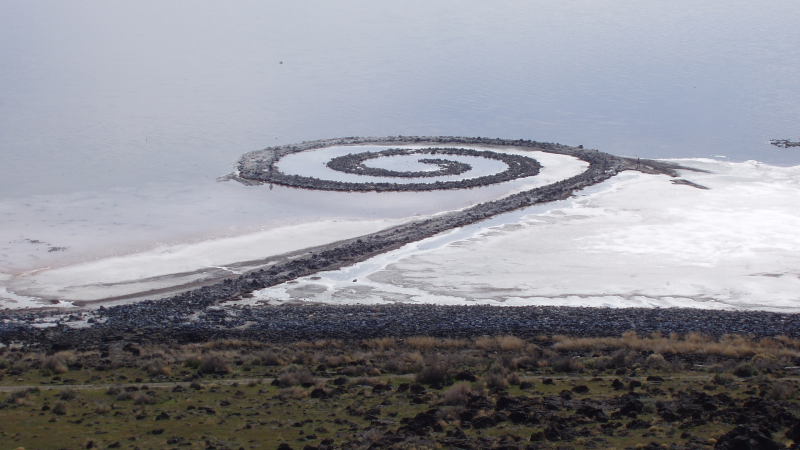
اسکله مارپیچی - رابرت اسمیتسون

هنر سرزمینی یا هنر زمینی یا هنر خاکی (به انگلیسی: Land Art) سبکی هنری است که از اواخر دهه ۱۹۶۰ و دهه ۱۹۷۰ برجسته شده‌است. این سبک با پرداختن به محیط طبیعی آثاری را با استفاده از مصالحی مانند سنگ، خاک و شاخهٔ درخت می‌سازد. این آثار می‌تواند یا در موزه و نگارخانه عرضه شده باشد یا در متن طبیعت و فضای باز همچون گودال، بیابان و کناره دریا.